# Edward Denny, 1. Earl of Norwich

Wappen des Edward Denny, 1. Earl of Norwich

Edward Denny, 1. Earl of Norwich (* 15. August 1569; † 24. Oktober 1637) war ein englischer Höfling und Politiker.

## Leben
Er war der älteste überlebende Sohn des Henry Denny († 1574), Gutsherr von Cheshunt in Hertfordshire und Waltham Abbey in Essex, aus dessen erster Ehe mit Hon. Honora Grey, Tochter des William Grey, 13. Baron Grey de Wilton. Väterlicherseits war er ein Enkel des Sir Anthony Denny (1501–1549), der als dessen Groom of the Stool ein enger Vertrauter König Heinrichs VIII. war.
Denny wurde am St. John’s College der Universität Cambridge ausgebildet. Königin Elisabeth I. verlieh ihm das Hofamt eines Groom of the Privy Chamber und schlug ihn 1589 zum Knight Bachelor.
Um 1590 heiratete er Lady Mary Cecil (1573–1638), Tochter des Thomas Cecil, 1. Earl of Exeter. Nach seiner Hochzeit ließ er den 1590er-Jahren anstelle der, mit Ausnahme der Klosterkirche, großteils abgerissenen ehemaligen Klostergebäude von Waltham Abbey ein Abbey House genannten neues Herrenhaus als seinen Wohnsitz für seine Familie errichten.
Von 1592 bis 1593 war er als Knight of the Shire für Westmorland Mitglied des englischen House of Commons. Von 1602 bis 1603 amtierte er als High Sheriff von Hertfordshire. In dieser Funktion empfing er 1603 den aus Schottland anreisenden neuen König Jakob I. in Royston. Sein Auftreten machte auf den König so großen Eindruck, dass er Denny als Zeichen seiner Gunst eigenhändig seine Handschuhe überreichte. 1604 wurde er als Knight of the Shire für Essex erneut ins englische House of Commons gewählt. Im selben Jahr berief ihn der König mit Writ of Summons vom 27. Oktober 1604 ins englische House of Lords, wodurch er die erbliche Peerwürde Baron Denny, of Waltham in the County of Essex, erhielt. Am 24. Oktober 1626 erhob ihn der König auch zum Earl of Norwich.
Aus seiner Ehe mit Lady Mary hatte er eine Tochter, Lady Honora Denny († 1614), die 1607 auf Vermittlung des Königs James Hay, 1. Earl of Carlisle, heiratete. Da er keine Söhne hatte, erlosch sein Earlstitel bei seinem Tod, 1637. Sein Baronstitel war als Barony by writ auch in weiblicher Linie vererbbar und fiel daher an den Sohn seiner verstorbenen Tochter James Hay, 2. Earl of Carlisle. Denny wurde in der Kirche von Waltham Abbey begraben.